# Poeciloxestia dorsalis
Poeciloxestia dorsalis là một loài bọ cánh cứng trong họ Cerambycidae.